# Travis Schuldt
Travis Schuldt, född 18 september 1974 är en amerikansk skådespelare. Han är känd för sin roll som Ethan Crane i såpoperan Passions mellan 1999 och 2002.
Han har även medverkat i serien Scrubs säsong 5-6 som Keith Dudemeister som pojkvän till Dr. Elliot Reid (Sarah Chalke).